# Ben Amos
Benjamin 'Ben' Paul Amos (Macclesfield, 10 april 1990) is een Engels betaald voetballer die dienstdoet als doelman. Hij tekende in juli 2015 een contract tot medio 2019 bij Bolton Wanderers. Dat lijfde hem transfervrij in na zijn vertrek bij Manchester United, waarvan het hem in het voorgaande halfjaar huurde.

## Carrière
Amos stroomde in 2008 door vanuit de jeugdopleiding van Manchester United. Daarvoor maakte hij op 23 september 2008 zijn officiële debuut in het eerste elftal, dat die dag met 3-1 won van Middlesbrough in de derde ronde van de League Cup. Manchester verhuurde Amos op 29 oktober 2009 voor een maand aan Peterborough United, op dat moment actief in de Football League Championship. Hiervoor maakte hij twee dagen later zijn competitiedebuut, tegen Barnsley (2-1 verlies).
Toenmalig Manchester United-coach Alex Ferguson liet Amos op 7 december 2010 als basisspeler debuteren in de Champions League. De ploeg speelde die dag met 1-1 gelijk tegen Valencia. Manchester was voor de wedstrijd al zeker van de volgende ronde. Amos' competitiedebuut in het eerste team van United volgde op 31 januari 2012, toen de ploeg met 2-0 won van Stoke City.

## Clubstatistieken
| Seizoen  | Club                  | Competitie     | Duels | Goals |
| -------- | --------------------- | -------------- | ----- | ----- |
| 2008-'09 | Manchester United     | Premier League | 0     | 0     |
| 2009-'10 | Manchester United     | Premier League | 0     | 0     |
| 2009-'10 | → Peterborough United | Championship   | 1     | 0     |
| 2010-'11 | → Molde FK            | Tippeligaen    | 8     | 0     |
| 2010-'11 | → Oldham Athletic     | League One     | 16    | 0     |
| 2010-'11 | Manchester United     | Premier League | 0     | 0     |
| 2011-'12 | Manchester United     | Premier League | 1     | 0     |
| 2012-'13 | → Hull City           | League One     | 17    | 0     |
| 2012-'13 | Manchester United     | Premier League | 0     | 0     |
| 2013-'14 | Manchester United     | Premier League | 0     | 0     |
| 2013-'14 | → Carlisle United     | League One     | 9     | 0     |
| 2014-'15 | Manchester United     | Premier League | 0     | 0     |
| 2014-'15 | → Bolton Wanderers    | Championship   | 9     | 0     |
| Totaal   | Totaal                | Totaal         | 61    | 0     |